# Kanton Saint-Quentin-1
Kanton Saint-Quentin-1 (fr. Canton de Saint-Quentin-1) je francouzský kanton v departementu Aisne v regionu Hauts-de-France. Tvoří ho 24 obcí a část města Saint-Quentin. Kanton vznikl v roce 2015.

## Obce kantonu
- Attilly
- Beauvois-en-Vermandois
- Caulaincourt
- Douchy
- Étreillers
- Fayet
- Fluquières
- Foreste
- Francilly-Selency
- Germaine
- Gricourt
- Holnon
- Jeancourt
- Lanchy
- Maissemy
- Pontru
- Pontruet
- Roupy
- Saint-Quentin (část)
- Savy
- Trefcon
- Vaux-en-Vermandois
- Vendelles
- Le Verguier
- Vermand